# Cratere Hafiz
Hafiz  è un cratere sulla superficie di Mercurio.